# Butch Felker

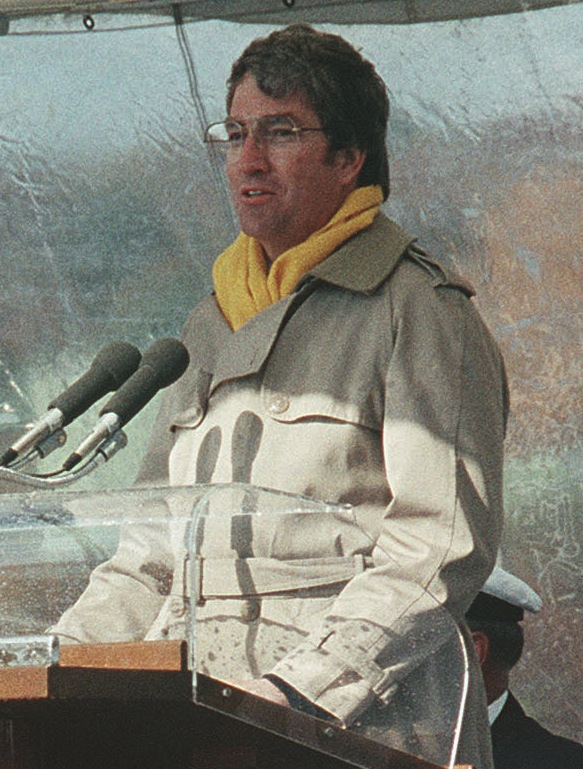
Butch Felker (1989)

Harry Luther Butch Felker III (* 13. September 1945 in Wichita, Kansas; † 3. Januar 2008 in Topeka, Kansas) war ein US-amerikanischer Politiker.

## Karriere
Er war von 1990 bis 1997 und von 2002 bis 2003 Bürgermeister der Stadt Topeka, in der er seit seinem fünften Lebensjahr wohnte. Seine erste Amtszeit als Bürgermeister endete aufgrund von gesundheitlichen Problemen, in der zweiten wurde Felker wegen eines Skandals suspendiert.

## Suspendierung
Am 10. Oktober 2003 wurde Felker wegen Verstoßes gegen das Wahlkampf-Finanzierungsgesetz vom Dienst suspendiert. Einige Mitarbeiter hatten Belege gefälscht und überhöhte Spesenabrechnungen eingereicht, um das Geld in die Wiederwahlkampagne von Butch Felker zu investieren.

## Privatleben
Felker war mit Paula Honeyman verheiratet. Das Paar adoptierte drei Kinder. Die Ehe wurde 1995 geschieden. Im Jahr 2000 heiratete er seine zweite Ehefrau Bette W. Martin. Felker starb nach einer längeren Krebserkrankung.